# Distretto elettorale di Otavi
Il distretto elettorale di Otavi è un distretto elettorale della Namibia situato nella Regione di Otjozondjupa con 12.488 abitanti al censimento del 2011. Il capoluogo è la città di Otavi.